# Norul lui Magellan (roman)
Norul lui Magellan (titlul polonez: Obłok Magellana) este un roman științifico-fantastic din 1955 al scriitorului polonez Stanisław Lem. Fragmente ale romanului au fost publicate mai devreme, în 1953 și 1954, în revista Przekrój. Câteva figuri de stil semnificative prezentate în roman sunt: călătoriile interstelare, „primul contact”, ficțiunea psihologică, o utopie comunistă și critica militarismului capitalist.
În 1963, romanul a fost ecranizat de  regizorul cehoslovac Jindřich Polák ca Ikarie XB-1.
În limba română, romanul a fost tradus de Nicolae Mihăileanu și Teofil Roll și a apărut la Editura Tineretului în 1959 în prima sa colecție Cutezătorii.

## Rezumat
Romanul are loc  în secolul al XXXII-lea, într-un viitor comunist utopic. Omenirea a colonizat întreg sistemul solar și acum face prima încercare a unei călătorii interstelare.
La bordul unui nave denumită Gaia, 227 de bărbați și femei părăsesc Pământul pentru a pleca spre sistemul Alfa Centauri.
După aproape opt ani de călătorie, aceștia descoperă semne de viață organică pe o planetă care orbitează în jurul stelei Proxima Centauri, posibil venită de pe o altă planetă din sistemul Centauri.
Expediția întâlnește un vechi satelit artificial de război al Statelor Unite și al aliaților săi din NATO. Acesta avea încă arme biologice active și focoase nucleare, acesta a părăsit accidental orbita Pământului și s-a pierdut în spațiu în timpul Războiului Rece, iar echipajul de pe Gaia distruge satelitul.
Gaia detectează un semnal radar îndreptat spre navă, care are ca sursă una dintre planetele Alfa Centauri. Nava se apropie de această planetă și încearcă să contacteze civilizația de pe planetă, dar toate mesajele nu primesc niciun răspuns. Când încearcă să aterizeze pe planetă, sunt atacați în mod neașteptat și 10 astronauți sunt uciși. Cu toate acestea, echipajul de pe Gaia nu deschide focul, presupunând că locuitorii planetei au confundat o aterizare pașnică cu o agresiune. În cele din urmă, primul contact a fost stabilit.

## Cenzură și critici
Când romanul a fost publicat pentru prima dată, unele părți ale sale au fost cenzurate de autoritățile comuniste. Lem a denunțat versiunea cenzurată, pe care a descris-o ca fiind prea optimistă în privința comunismului. O versiune completă a romanului a fost publicată în anii 1990 în Polonia post-comunistă.
Deoarece în momentul scrierii sale cibernetica era catalogată ca o „pseudo-știință burgheză” și astfel interzisă, Lem a inventat termenul mechaneurystyka („mecano-euristică”).
Stanisław Lem a  declarat că romanul este o lucrare destul de săracă, mai ales datorită limbajului ei. Îmi amintesc încă că am purtat un caiet în care am mâzgălit „expresii frumoase” pe care tocmai le-am inventat. În acea perioadă eram sub o puternică influență a poetului german Rilke, prin urmare stilul meu era legat de la distanță de cel al acestui poet. În plus, intriga romanului a fost mult prea „dulce” - așa că în cele din urmă romanul a fost un extras al vremurilor realismului socialist. Există oameni care spun că nu se poate critica foarte mult această carte, deoarece este un basm utopic. Așadar, poate evaluarea mea actuală este părtinitoare - din cauza experiențelor proaste cu realismul socialist.